# Peter Ankersen
Peter Ankersen - nascido em 1990 , em Esbjerg - é um futebolista dinamarquês que joga como defesa. 
Defende atualmente as cores do  Red Bull Salzburg ,  Áustria . 
Representa a seleção dinamarquesa desde 2013. 

## Títulos
Red Bull Salzurg
- Campeonato Austríaco de Futebol :2014–15